# Métropole orthodoxe grecque du Canada

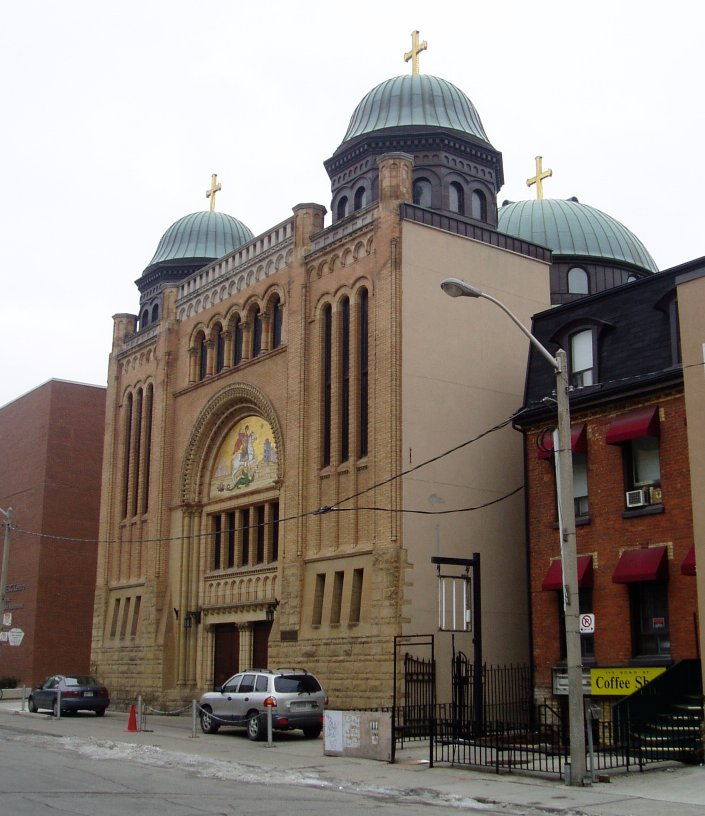
Église Saint-Georges à Toronto

La métropole orthodoxe grecque du Canada ou métropole de Toronto et de tout le Canada est une juridiction de l'Église orthodoxe au Canada dont le siège est à Toronto et rattachée canoniquement au Patriarcat œcuménique de Constantinople. Le primat porte le titre de Métropolite de Toronto et de tout le Canada.
La métropole est membre du Conseil canadien des Églises.

## Historique
La métropole a été fondée en 1921.

## Organisation
La métropole compte 76 paroisses et deux communautés monastiques (2007).